# A-1 (航空機)
XBT2D ドーントレスII
AD / A-1 スカイレイダー
飛行するUSMCのAD-6 135232号機
(第122攻撃飛行隊所属、1960年代撮影)
- 用途：急降下爆撃機、雷撃機→攻撃機
- 分類：艦上攻撃機
- 設計者：エドワード・ヘンリー・ハイネマン
- 製造者：ダグラス・エアクラフト社
- 運用者

  -  アメリカ合衆国
    -  アメリカ海軍
    -  アメリカ海兵隊
    -  アメリカ空軍　ほか
- 初飛行：1945年3月18日（XBT2D-1）
- 生産数：3,180機
- 生産開始：1945年
- 運用開始：1946年
- 退役

  - 1973年（アメリカ軍）
  - 1985年（ガボン空軍）
  - 1962年（イギリス海軍）
- 運用状況：退役
- 派生型：A2D スカイシャーク

A-1 スカイレイダー（Douglas A-1 Skyraider ）は、アメリカ合衆国のダグラス社が開発し第二次世界大戦後にアメリカ海軍で運用された艦上攻撃機。
愛称の「スカイレイダー (Skyraider)」は、空の襲撃者（空賊）の意である。機体開発時の名称は、SBD艦上爆撃機の愛称を継いだXBT2D ドーントレスII、1962年に改称される前の名称はAD スカイレイダーだった。

## 概要
雷撃機（艦上攻撃機）と急降下爆撃機（艦上爆撃機）の任務を一本化した機体。第二次世界大戦後半に活躍した、前任機のTBF/TBMアヴェンジャー雷撃機・SB2Cヘルダイヴァー急降下爆撃機よりも小型軽量でありながら、全ての面で凌駕する汎用攻撃機であった。
艦上機がプロペラ機からジェット機へと入れ替わった1960年代までに3,000機以上生産され、アメリカ海軍の主力攻撃機として、朝鮮戦争やベトナム戦争において活躍した。

## 開発
1943年、アメリカ海軍は艦上機の爆撃機と攻撃機の一本化を図り、次期主力雷撃機計画兼急降下爆撃機計画を図った。これに、マーティン社はXBTM-1、カーティス・ライト社はXBTC-1、カイザー・フリートウィングス社はXBTK-1、そしてダグラス社はXBT2D-1を提出して応えた。
この頃、艦船の防御力向上に伴い、急降下爆撃機の従来の搭載爆弾の大きさでは打撃力不足となりつつあり、一方で、雷撃機には大重量の魚雷を搭載しながらも、より機敏な運動性が求められるようになっていた。結果として、両者に要求される性能は接近し、複数の任務をこなす新型機登場の機が熟していた。なお日本海軍でも同様の性格を持つ流星が開発されたが、爆弾搭載方法などで両者の間には大きい違いがある。
要請に応じた各社の競合の結果、ダグラス社がXBT2D-1の受注を獲得したが、開発には紆余曲折があった。基本となったXSB2Dは、先立つ1941年に海軍から試作契約を受けて試作した艦上爆撃機だったが、海軍が搭載エンジンや降着装置の形式、自衛火器にまで細かく要求を突きつけたこともあって試作機の製作が遅れたうえ、重量過大で見るべきところが無く、事実上失敗作でもあった。それが初飛行した頃、海軍は新しい艦上爆撃機の構想を打ち出した。これは、後部の防御用武装を廃止し単座の機体とするというもので、海軍はXSB2Dをこの仕様に改めることを条件に、艦上爆撃機と艦上攻撃機を統合した名称「BT」を冠したBTD-1として発注した。
同じころ、このままでは他社の競合機種との競争に敗れると危機感を抱いたダグラス社チーフエンジニアのエド・ハイネマンは、自ら海軍にBTD-1の契約キャンセルとその予算を流用した新たな攻撃機の開発を提案。これに対して、海軍は「翌朝9時までに設計図を提出せよ」という、無茶な要求を突きつけた。ハイネマンは、2人の部下と共にホテルに詰め、大まかな概念設計図を一晩で書き上げ、要求通り軍に提出した。新型機の案は海軍に採用されたが、さらに9ヶ月以内に試作機を完成させるようにとの、新たな難題を突きつけられる。
こうしてダグラス社は、新たな単座艦上攻撃機XBT2Dの開発に着手したが、基本となるアイデアはハイネマンが長年温めていたものであり、同時に新機軸や革新性を控えた手堅い設計でもあった。魚雷などを機内に搭載する従来の設計を廃止し、それらをすべて主翼の懸架方式としたことで、機体は大幅に小型・軽量化することが出来た。また、単に高性能なだけでなく、給油や兵器搭載、整備の手間を50%低減させることも目標とされた。これはハイネマンが実際に航空母艦「タイコンデロガ」に乗り込み、現場の生の声を採り入れる努力も払った結果でもある。

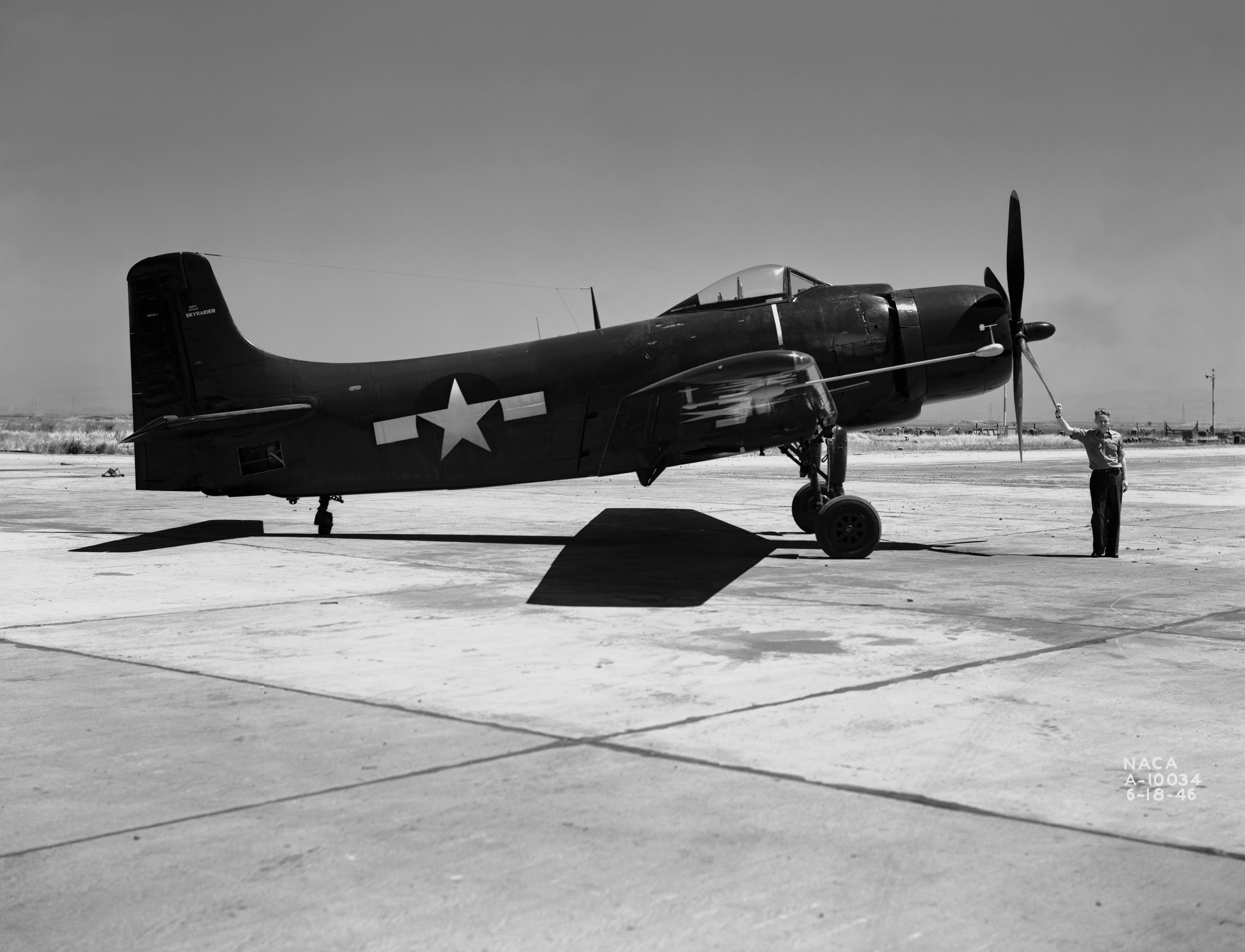
試作型　XBT2D

XBT2Dは1945年には試作機が完成。折りしも日本軍との激戦中であったため開発・配備が急がれ、1945年3月18日に初飛行に成功するとアメリカ海軍はすぐさまダグラス社にBT2D-1 デストロイヤーIIとして500機以上の大量発注を行った。しかし太平洋戦争の終結には間に合わず、配備開始は1946年12月までずれ込んでしまったため、終戦により発注は277機に減少した。
1946年6月には攻撃機を意味する「A」の名称を冠し、AD-1 スカイレイダー（Skyraider）と名称が変更された。AD-1のうち35機は電子妨害を任務とする複座のAD-1Qとなった。その後もAD-2、AD-3、AD-4、AD-5、AD-6、AD-7と改良されながら、1957年まで生産が続けられた。なお、1962年に軍用機の命名規則が陸海空軍で統一されたことにより、A-1となっている。

## 特徴

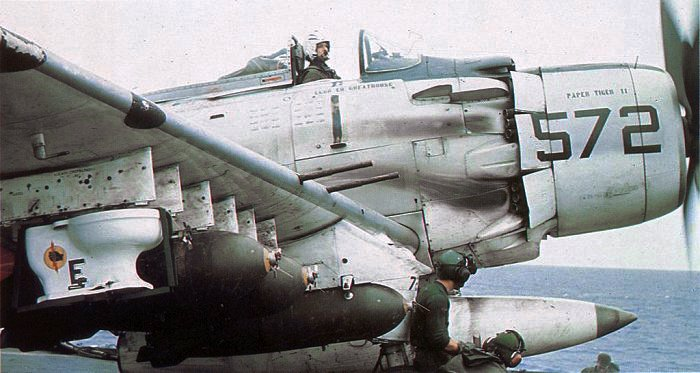
信管を取り付けた洋式便器を搭載して出撃するA-1H

本機の最大の特徴は、単発のレシプロ攻撃機としては類を見ない、大きなペイロード（兵器搭載量）にある。最大搭載力は3,130kgにも達し、これは同じコンセプトで開発された流星（800kg）の4倍近く、4発の大型爆撃機B-17(3,600 kg)にさえ迫るほどである。
各種兵器を懸架するハードポイント（パイロン）は、左右の主翼下にそれぞれ7ヶ所、胴体下に1ヶ所の計15ヶ所も設けられており、現代のジェット戦闘機でも、これに匹敵する機体はなかなか見あたらない。このずば抜けた搭載力は攻撃機としての価値を高め、戦術核の搭載能力まで付与された機体もあっただけでなく、各種派生型を誕生させるのにも役立つこととなった。

### 逸話
本機の兵装搭載量は当時、「キッチン以外に運べない物はない」と評された。それを受けて朝鮮戦争では、流し台を翼下に『兵装』として搭載・投下し、「キッチンも運べる」事を証明した。そのためベトナム戦争の際には「もはやこの機体が搭載したことがないのはトイレくらいのものである」と言うジョークが生まれ、「それならば」ということで「信管を取り付けた便器」を搭載して実戦で投下し「搭載したことがないものはない」事となった。
さらには、「もう積めないのはバスタブだけだ」と言う話の流れになり、実際にバスタブを搭載して出撃しようとした兵士もいたそうだが、上官に発覚し未遂に終わっている。
1951年9月30日、クリント・イーストウッドが移動のため便乗していた機体が、サンフランシスコ近郊の海に墜落する事故にあった。パイロットとイーストウッドは自力で岸まで泳ぎ無事であった。

## 戦歴
1950年に朝鮮戦争が勃発すると対地攻撃任務に投入され、朝鮮人民軍および中国人民志願軍の撃破に大きく貢献した。A-1は戦闘機並みの優秀な飛行性能・空戦能力と3tを超える兵装搭載能力を有していたが、特に搭載量においてはIl-10等当時のソ連製攻撃機を大きく凌駕しており、その攻撃能力の高さから海兵隊にも多数が配備された。この朝鮮戦争ではタイコンデロガ級航空母艦「プリンストン」に搭載されたA-1による攻撃隊が、航空魚雷で北朝鮮国内のダムを破壊するという戦果を挙げている。なお、現在までのところ（そしておそらくは将来においても）、これが航空機による最後の無誘導魚雷による攻撃である。
その後、新型のジェット攻撃機が登場するとA-1の役割は減じ、またレシプロ機であることから旧式機として軽んぜられがちであった。しかし、1965年にベトナム戦争が勃発すると、にわかに本機の重要性が高まる事となった。この時期の地上目標への攻撃に関しては、攻撃ヘリコプターの構想はあったが実用化されておらず、同時期の超音速飛行も可能なジェット機は、ペイロードではA-1を上回っても誘導爆弾などは実用化していなかったため、この攻撃に適しているとはいえず、むしろ本機のような低速の機体が適していた。そのため海軍のみならず空軍も、本機を借り受けて運用する事となった。主にE型とH型がベトナム戦争に投入された。
本機は主に、拠点を破壊するヘリボーン部隊の護衛のほか、撃墜されたパイロットの捜索及び救出支援任務に従事した。特に後者は、戦闘捜索救難（CSAR:Combat Search and Rescue）における「RESCORT:Rescue Escort」任務と位置づけられ、敵の脅威下において救難ヘリに先んじて遭難者の位置の特定を行い、搭載火器を駆使して周囲の敵を制圧し、救難ヘリの誘導及び援護を行った。この際のコールサイン「Sandy」はA-1の代名詞にもなり、少なからぬ犠牲を出しながらも撃墜された搭乗員の上空に駆けつける勇姿は、ベトナム戦争に従軍するパイロットにとって心強い存在であった。この任務は、攻撃ヘリコプターや後継機であるA-10に受け継がれることとなった。また、ベトナム戦争時には陳腐化していたエセックス級航空母艦でも運用できたことからも重宝された。
高い機動能力を発揮してジェット戦闘機MiG-17Fを撃墜した記録が2回残っている。これは上記のRESCAP任務中の海軍機が記録したもので、1回目は1965年、4対1の状況で、2機ずつがチームを組んで旋回戦を挑む「ラフベリィ・サークル（別名、芝刈り機戦法）」で撃墜し、2回目は1966年MiG-17Fがオーバーシュートしたところを機関砲により撃墜したものである。特に前者の4機のA-1パイロットは『ミグキラー・フォー（ミグ殺しの4人組）』と称えられ、当時の南ベトナム空軍司令グエン・カオ・キから叙勲される栄誉を得た。
その後、ジェット攻撃機の攻撃能力発展によりアメリカ海軍のA-1は1968年に一線を退いたが、空軍では護衛任務のためベトナム戦争の最終局面まで使用された。使い勝手の良さから使用国も多く、アメリカ海軍、海兵隊、空軍のほか、イギリス、フランス、南ベトナム、カンボジア、ガボンなどでも使用され、アメリカでもベトナム戦争の時期、消耗分を補充すべく、再生産が真剣に検討されたと言われる。
なお、本機の後継としてエンジンをターボプロップ化したA2Dスカイシャークが試作されたが、エンジンの信頼性に問題があって開発が遅れた上、同じメーカー、同じ設計者によるジェット攻撃機A-4スカイホークが予想以上の高性能だったため、実用化されずに終わっている。

## 使用国
- 中央アフリカ

使用国（青）

- カンボジア - フランスが使用した中古機を購入。
- チャド - 1970-80年代のチャド内戦にて6機を使用。白人傭兵パイロットによって運用されていた。
- ガボン
- イギリス - 1951-61年に海軍の艦隊航空隊が50機のAD-4Wを導入し、スカイレイダーAEW.1の名で空母の艦上早期警戒機として運用。
- フランス - アルジェリア戦争に使用。その後、チャドやカンボジアに転売。
- フィリピン[要出典]
- スウェーデン - イギリス海軍の中古機をスウェーデンの民間企業が購入。スウェーデン空軍において標的曳航機として使用。
- アメリカ合衆国
- ベトナム共和国
- ベトナム

## 各型
XBT2D-1
単座急降下爆撃機、米海軍用の雷撃機の試作機。
XBT2D-1N
三座夜間攻撃用試作機。3機のみ製造。
XBT2D-1P
写真偵察用試作機。1機のみ製造。
XBT2D-1Q
複座電子戦用試作機。1機のみ製造。
BT2D-2（XAD-2）
改良型攻撃用試作機。1機のみ製造。
AD-1
初期型。242機生産。
AD-1Q
電子妨害機。複座。35機生産。
AD-1U
AD-1の電子妨害および標的曳航機型。武装なし。
XAD-1W
早期警戒機であるAD-3Wの原型機。三座。1機のみ製造。
AD-2
エンジンをライトR-3350-26W（2,700馬力）に換装。156機生産。
AD-2D
核実験後の空気中の放射性物質を収集するため、遠隔操作で使用された機体の非公式名称。
AD-2N
AD-2の夜間攻撃型。
AD-2Q
AD-2の電子妨害機型。複座。21機生産。
AD-2QU
AD-2の電子妨害および標的曳航機型。武装なし。1機のみ生産。
AD-2W
早期警戒機型。
XAD-2
原型機XBT2D-1の燃料タンク増大型。
AD-3
KITA燃料タンク増大、機体構造・着陸脚強化、キャノピーデザイン変更。125機生産。
AD-3S
対潜攻撃型。試作2機のみ製造。
AD-3N
AD-3の夜間攻撃型。3座。15機生産。
AD-3Q
早期警戒機型。機器の再配置により搭乗員の居住性が改善された。31機生産。
AD-3QU
曳航機型だが、もっぱらAD-3Qとして配備された。
AD-3W
早期警戒機型。2機改修(31機生産？)。
XAD-3E
対潜任務機。AD-3Wより2機改修。
AD-4
着陸脚強化、レーダー改良、対Gスーツ機材設置。344機生産(372機生産？)。
AD-4B
20mm機関砲を2門から4門に強化。戦術核爆弾運用能力付与。194機生産(165機生産、28機改修か？)。
AD-4L
韓国配備用に寒冷地対応能力強化。63機改修。
AD-4N（A-1D）
夜間攻撃および電子妨害型。三座、370機生産。
AD-4NA
韓国での任務のためAD-4Nから夜間攻撃装備を取り除き、20mm機関砲を2門から4門に強化した対地攻撃機。
AD-4NL
AD-4Nのバリエーション。36機改修。
AD-4Q
AD-4の電子妨害機型。複座。39機生産。
AD-4W
早期警戒機型。三座。168機生産。50機が英国海軍にスカイレイダーAEW Mk1として移籍した。
AD-5 (A-1E)
サイド・バイ・サイド配置の複座。垂直尾翼面積拡大。一部ダイブブレーキ廃止。212機生産。
AD-5N (A-1G)
夜間攻撃および電子妨害型。四座。239機生産。
AD-5Q (EA-1F)
AD-4の電子妨害機型。四座。54機改修。
AD-5W (EA-1E)
早期警戒機型。AN/APS-20レーダーを搭載。三座。156機生産（218機生産？）。
UA-1E
AD-5の汎用機型。
AD-6 (A-1H)
低空侵攻用。単座。713機生産。
AD-7 (A-1J)
エンジンをライトR3350-26WB に換装し、機体構造を強化した最終モデル。72機生産。

## 諸元
出典: Airvectors Joe Baugher Flugzeug InfoCollings Foundation
| 制式名称     | AD-1                                                       | AD-4                                                                                               | AD-5 / A-1E                                   | AD-6 / A-1H                                   | AD-7 / A-1J                                   |
| ------------ | ---------------------------------------------------------- | -------------------------------------------------------------------------------------------------- | --------------------------------------------- | --------------------------------------------- | --------------------------------------------- |
| 全幅         | 15.25m                                                     | 15.25m                                                                                             | 15.25m                                        | 15.25m                                        | 15.47m                                        |
| 全長         | 11.64m                                                     | 11.84m                                                                                             | 12.20m                                        | 11.84m                                        | 11.84m                                        |
| 全高         | 3.66m                                                      | 3.66m                                                                                              | 4.24m                                         | 4.78m                                         | 4.78m                                         |
| 翼面積       | 37.2m2                                                     | 37.2m2                                                                                             | 37.2m2                                        | 37.2m2                                        | 37.2m2                                        |
| 翼面荷重     | kg/m2                                                      | kg/m2                                                                                              | kg/m2                                         | kg/m2                                         | kg/m2                                         |
| 自重         | 4,760kg                                                    | 5,307kg                                                                                            | 5,575kg                                       | 5,429kg                                       | 4,785kg                                       |
| 正規全備重量 | 8,165kg                                                    | 11,340kg                                                                                           | 11,340kg                                      | 8,213kg                                       | 11,340kg                                      |
| 発動機       | R-3350-24W空冷星型18気筒（離昇2,500馬力）1基               | R-3350-26WA空冷星型18気筒（離昇2,700馬力）1基                                                      | R-3350-26WA空冷星型18気筒（離昇2,700馬力）1基 | R-3350-26WA空冷星型18気筒（離昇2,700馬力）1基 | R-3350-26WB空冷星型18気筒（離昇2,800馬力）1基 |
| 最高速度     | 590km/h（高度5,500m）                                      | 518km/h（高度5,500m）                                                                              | 500km/h（高度5,500m）                         | 518km/h（高度5,500m）                         | 515km/h（高度6,096m）                         |
| 航続距離     | 2,500km                                                    | 2,115km                                                                                            | 1,935km                                       | 2,118km                                       | 1,448km                                       |
| 武装         | 翼内 AN-M3 20mm機関砲1門ないし2門（携行弾数各200発）       | 翼内 AN-M2 20mm機関砲4門（携行弾数各200発）                                                        | 翼内 AN-M2 20mm機関砲4門（携行弾数各200発）   | 翼内 AN-M3 20mm機関砲4門（携行弾数各200発）   | 翼内 AN-M3 20mm機関砲4門（携行弾数各200発）   |

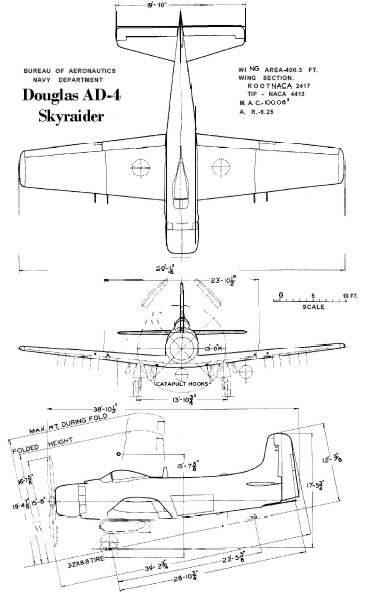
AD-4 三面図

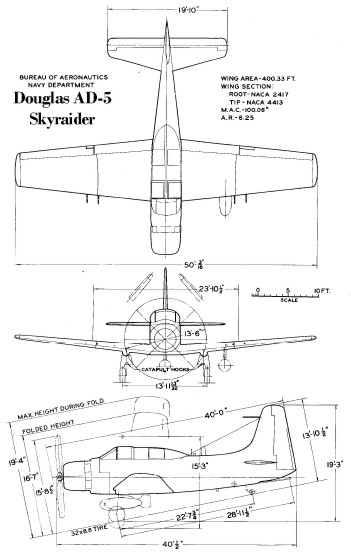
AD-5 三面図

| 搭載         | 中央爆弾架 1,630kg 翼下大爆弾架 1,360kg 翼下小爆弾架 225kg | 中央爆弾架 魚雷または増槽 翼下大爆弾架 907kg爆弾2発または増槽2個 翼下小爆弾架 ロケット弾か爆弾12発 | 計3,600kgまでの搭載可能な15のパイロン         | 計3,600kgまでの搭載可能な15のパイロン         | 計3,600kgまでの搭載可能な15のパイロン         |
| 生産数       | 242機                                                      | 372機                                                                                              | 212機                                         | 713機                                         | 72機                                          |

## 現存する機体
| 型名          | 番号                     | 機体写真 | 所在地                          | 所有者                                                                         | 公開状況 | 状態     | 備考                                             |
| ------------- | ------------------------ | -------- | ------------------------------- | ------------------------------------------------------------------------------ | -------- | -------- | ------------------------------------------------ |
| XBT2D-1 XAD-1 | 09102 1930               |          | アメリカ ニューヨーク州         | イントレピッド海上航空宇宙博物館                                               | 公開     | 静態展示 |                                                  |
| XBT2D-1 XAD-1 | 09103 1931               | 写真     | アメリカ オハイオ州             | ウォルター・ソプラタ氏 (Walter Soplata)                                        | 公開     | 保管中   |                                                  |
| AD-1          | 09259 2085               |          | アメリカ イリノイ州             | ウォーバード遺産財団 (Warbird Heritage Foundation)                             | 公開     | 飛行可能 |                                                  |
| AD-2          | 不明                     |          | 北朝鮮 平壌直轄市               | 祖国開放戦争勝利博物館                                                         | 公開     | 静態展示 |                                                  |
| AD-3          | 122811 6933              | 写真     | アメリカ ペンシルヴェニア州     | 海軍在庫管理ポイント (Naval Inventory Control Point, NAVICP)                   | 公開     | 静態展示 |                                                  |
| AD-4          | 123827 7133              |          | アメリカ ヴァージニア州         | 軍事航空博物館                                                                 | 公開     | 飛行可能 |                                                  |
| AD-4N A-1D    | 124007 7313              |          | アメリカ サウスカロライナ州     | ペイトリオッツ・ポイント海軍海事博物館                                         | 公開     | 静態展示 |                                                  |
| AD-4W         | 124086 WV106 7392        | 写真     | イギリス サマセット州           | イギリス海軍航空博物館                                                         | 非公開   | 保管中   |                                                  |
| AD-4W         | 124121 WT121 7427        |          | イギリス サマセット州           | イギリス海軍航空博物館                                                         | 非公開   | 保管中   |                                                  |
| AD-4N         | 124143 7449              |          | フランス                        | ジャン・バティスト・サリ氏 (Jean Baptiste Salis)                               | 非公開   | 飛行可能 |                                                  |
| AD-4N A-1D    | 124156 7462              | 写真     | アメリカ アラバマ州             | 西インド諸島投資株式会社 (West Indies Investments Ltd)                         | 非公開   | 飛行可能 |                                                  |
| AD-4N         | 125716 7609              |          | フランス                        | 歴史的航空機力学操縦士協会(AMPAA)                                              | 公開     | 飛行可能 |                                                  |
| AD-4NA A-1D   | 125739 7632              | 写真     | アメリカ カリフォルニア州       | 海軍軍備技術博物館                                                             | 公開     | 静態展示 |                                                  |
| AD-4NA A-1D   | 126822 7682              |          | アメリカ                        | 海洋航空博物館 (Marine Aviation Museum) (所在:ローンスター飛行博物館)          | 公開     | 飛行可能 |                                                  |
| AD-4W         | 126867 7850              |          | アメリカ オレゴン州             | エリクソン航空機コレクション (ティラムック航空博物館)                          | 公開     | 飛行可能 |                                                  |
| AD-4NA A-1D   | 126922 7722              |          | イギリス ベッドフォードシャー州 | ケネット航空社                                                                 | 非公開   | 飛行可能 | かつての塗装                                     |
| AD-4NA A-1D   | 126956 7756              | 写真     | アメリカ アラバマ州             | 戦艦アラバマ記念公園                                                           | 公開     | 静態展示 |                                                  |
| AD-4NA A-1D   | 126959 7759              |          | アメリカ アイオワ州             | 東アイオワ航空社 (East Iowa Air Inc)                                           | 非公開   | 飛行可能 |                                                  |
| AD-4NA A-1D   | 126965 7765              |          | アメリカ ワシントン州           | 遺産飛行博物館                                                                 | 公開     | 飛行可能 | かつての塗装                                     |
| AD-4NA A-1D   | 126979 7779              |          | フランス ル・ブルジェ           | ル・ブルジェ航空宇宙博物館                                                     | 公開     | 静態展示 |                                                  |
| AD-4NA A-1D   | 126997 7797              |          | アメリカ カリフォルニア州州     | プレインズ・オヴ・フェイム航空博物館                                           | 公開     | 飛行可能 |                                                  |
| AD-4NA A-1D   | 127002 7802              |          | フランス ル・アーヴル           | ミヘーレ・ギネスト氏 (Michele Gineste) モーリス・エチット氏 (Maurice Etchetto) | 非公開   | 飛行可能 |                                                  |
| AD-4NA A-1D   | 127888 7903              |          | アメリカ ミシガン州             | エア・ズー航空宇宙科学博物館                                                   | 公開     | 静態展示 |                                                  |
| AD-4N         | 127894 68 7909           | 写真     | 南アフリカ ハウテン州           | 南アフリカ空軍博物館                                                           | 公開     | 保管中   |                                                  |
| AD-4W         | 127922 WT987 SE-EBL 7937 |          | アメリカ カリフォルニア州       | 空母ミッドウェイ博物館                                                         | 公開     | 静態展示 |                                                  |
| AD-4W         | 127945 WV185 SE-EBI 7960 |          | スウェーデン カールスコーガ     | スカイレイダーAB社 (Skyraider AB)                                              | 非公開   | 修復中   | 修復の為に所有者の空軍博物館より貸与されている。 |
| AD-4W         | 127947 WT949 SE-EBB 7962 | 写真     | スウェーデン ストックホルム     | アーランダ・フライトコレクション (ストックホルム・アーランダ空港)              | 公開     | 保管中   |                                                  |
| AD-4W         | 127960 WT962 SE-EBC 7975 |          | スウェーデン                    | スヴェディノス自動車航空博物館 (Svedinos Bil- och Flygmuseum)                  | 公開     | 修復中   |                                                  |
| AD-4B         | 132261 8369              | 写真     | アメリカ ネヴァダ州             | エアパーク (ファロン海軍航空基地隣接)                                          | 公開     | 静態展示 | かつての塗装 写真                                |
| AD-5 A-1E     | 52-0247                  | 写真     | アメリカ ユタ州                 | ヒル航空宇宙博物館                                                             | 公開     | 静態展示 |                                                  |
| AD-5 A-1E     | 132436 9453              |          | ベトナム ハノイ                 | ベトナム軍事歴史博物館                                                         | 公開     | 静態展示 |                                                  |
| AD-5W EA-1E   | 132443 9460              |          | アメリカ テキサス州             | 歴史航空記念博物館                                                             | 公開     | 静態展示 |                                                  |
| AD-5 A-1E     | 132463 9480              |          | アメリカ カリフォルニア州       | カリフォルニア航空宇宙博物館                                                   | 公開     | 静態展示 |                                                  |
| AD-5N A-1G    | 132534 8929              |          | アメリカ オレゴン州             | エヴァーグリーン航空宇宙博物館                                                 | 公開     | 静態展示 |                                                  |
| AD-5N A-1G    | 132598 8993              |          | アメリカ                        | 記念航空公園 (ハールバート・フィールド隣接)                                    | 公開     | 静態展示 | 空軍の52-598として塗装されている。               |
| AD-5 A-1E     | 132649 52-132649 9506    |          | アメリカ オハイオ州             | 国立アメリカ空軍博物館                                                         | 公開     | 静態展示 | 現存する唯一の空軍名誉勲章を授与された機体。     |
| AD-5 A-1E     | 132683 9540              |          | アメリカ カリフォルニア州       | 最高世代海軍博物館 (Greatest Generation Naval Museum)                          | 公開     | 飛行可能 |                                                  |
| AD-5W EA-1E   | 132789 9385              |          | アメリカ カリフォルニア州       | マーチフィールド航空博物館                                                     | 公開     | 静態展示 |                                                  |
| AD-5W EA-1E   | 135152 10229             |          | アメリカ テキサス州             | キャヴァナー飛行博物館                                                         | 公開     | 飛行可能 |                                                  |
| AD-5W EA-1E   | 135178 10255             |          | アメリカ ミズーリ州             | ミッドウェスト・ワイルド遺品避難社 (Midwest Wild Relics Refuge Inc)            | 非公開   | 飛行可能 |                                                  |
| AD-5W EA-1E   | 135188 10265             | 写真     | アメリカ マサチューセッツ州     | コリングス財団                                                                 | 公開     | 飛行可能 | かつての塗装 写真                                |
| AD-5Q EA-1F   | 132532 8927              |          | アメリカ フロリダ州             | 国立海軍航空博物館                                                             | 公開     | 静態展示 | 135018の塗装で展示されている。                   |
| AD-5Q EA-1F   | 135018 10095             |          | アメリカ アリゾナ州             | ピマ航空宇宙博物館                                                             | 公開     | 静態展示 |                                                  |
| AD-6 A-1H     | 134636 9280              |          | ベトナム ハノイ                 | ベトナム軍事歴史博物館                                                         | 公開     | 静態展示 |                                                  |
| AD-6 A-1H     | 135300 9944              |          | アメリカ フロリダ州             | 国立海軍航空博物館                                                             | 公開     | 静態展示 |                                                  |
| AD-6 A-1H     | 135344 9988              | 写真     | ベトナム トゥアティエン＝フエ省 | トゥアティエン博物館                                                           | 公開     | 静態展示 |                                                  |
| AD-6 A-1H     | 137602 10678             | 写真     | アメリカ カリフォルニア州       | リムーア海軍航空基地                                                           | 公開     | 静態展示 |                                                  |
| AD-6 A-1H     | 139606 10838             |          | アメリカ テキサス州             | キャヴァナー飛行博物館                                                         | 公開     | 飛行可能 | かつての塗装                                     |
| AD-6 A-1H     | 139665 10897             | 写真     | アメリカ テネシー州             | テネシー・ミュージアム・オブ・エイヴィエーション (Tenessee Museum of Aviation) | 公開     | 飛行可能 |                                                  |
| AD-6 A-1H     | 139674 10906             |          | ベトナム ホーチミン             | 戦争証跡博物館                                                                 | 公開     | 静態展示 |                                                  |
| AD-6 A-1H     | 139723 10955             | 写真     | ベトナム ハノイ                 | ベトナム人民空軍博物館ハノイ館                                                 | 公開     | 静態展示 |                                                  |
| AD-7 A-1J     | 142072 52-142072 11552   |          | タイ バンコク                   | タイ王国空軍博物館                                                             | 公開     | 静態展示 |                                                  |

## 登場作品
機体の地味な性格ゆえか、主役よりは脇役としての登場・活躍が目立つ。

### 映画
『イントルーダー 怒りの翼』
終盤、脱出したパイロット救出のため、A-1がRESCAP任務で登場する。
『トコリの橋』
空母「オリスカニー」（劇中名「サヴォー」）の艦載機として登場。横須賀への空母接岸時、甲板で対向して係留されたA-1がプロペラを回し、推力で接岸を助けるシーンがある。また、終盤で主人公の搭乗するF9F パンサーが撃墜され、HO3S-1救難ヘリコプターが救助に赴く際、護衛として地上の共産軍を攻撃するシーンがある。
『ファイアーフォックス』
登場は一瞬だが、主人公が墜落しベトナムゲリラに捕まった時、ヘリコプターと共に助けに来たのが本機。女の子が本機の攻撃を受けて炎に包まれ死亡し、それが主人公のトラウマとなる。
『ワンス・アンド・フォーエバー』
ヘリボーン降下したアメリカ陸軍部隊の近接航空支援にA-4 スカイホーク・A-6 イントルーダー・F-4 ファントムII・F-100 スーパーセイバーと共に登場する。グレー系の塗装からアメリカ海軍所属機ということがわかる。
『ディヴォーション　マイ・ベスト・ウィングマン』

### 漫画
『エリア88』
主役陣が搭乗したことはないが、脇役として時折顔を出す。主人公の親友の上官が操縦していたF-14 トムキャットを誤って撃墜したのがこの機体。他にも飛行中に天蓋を開閉できるといった、低速のレシプロ機ならではの芸当を生かしたエピソードもある。

### 小説
『侵攻作戦パシフィック・ストーム』
アメリカ合衆国海軍の艦載機として「AD1」の名称で登場。地上施設や日本海軍艦への攻撃に使用される。
『征途』
航空自衛隊機として架空型「A1HJ」が登場。ヴェトナム戦争に派遣されており、味方の海上自衛隊河川舟艇を掩護すべく航空支援を行う。

### ゲーム
『War Thunder』
プレイヤーが操縦可能な機体として、アメリカ軍に空軍との名称統合前の「AD-2」「AD-4」「A1-H」の名称で登場。
『空戦乙女-スカイヴァルキリーズ-』
萌え擬人化されて『兵装女子』となったものがアメリカ空軍基地にて攻撃機として登場する。上記の「#逸話」の節で述べた逸話を基にしたイベントミッション「冬との別れ」の実質的メインキャラで、本イベントではさらにコタツを搭載しようとしており、未遂のバスタブを除いていずれも専用武装として登場している。
『バトルフィールド ベトナム』
アメリカ海兵隊の攻撃機として登場する。